# Mitchell Docker
Mitchell Docker   (Melbourne, 2 d'octubre de 1986) és un ciclista australià professional des del 2006 i actualment a l'equip EF Pro Cycling.

## Palmarès
- 2006
  - Vencedor d'una etapa del Tour of Gippsland
- 2007
  - Vencedor d'una etapa de la Volta a Hokkaidō
- 2007
  - Vencedor d'una etapa del Tour de Java oriental
- 2010
  - Vencedor d'una etapa del Delta Tour Zeeland
  - Vencedor d'una etapa de la Ruta del Sud
- 2011
  - Vencedor d'una etapa del Jayco Bay Classic

### Resultats a la Volta a Espanya
- 2012. 166è de la classificació general
- 2013. 135è de la classificació general
- 2014. 147è de la classificació general
- 2015. Abandona (13a etapa)
- 2018. 151è de la classificació general
- 2019. 122è de la classificació general
- 2020. 132è de la classificació general

### Resultats al Giro d'Itàlia
- 2014. Abandona (15a etapa)
- 2018. 131è de la classificació general